# Виктория Син
Вижте пояснителната страница за други личности с името Виктория.
Виктория Син (на английски: Victoria Sin) е артистичен псевдоним на германската порнографска актриса Яна Арагон (Jana Aragon), родена на 27 юни 1979 г. в град Фрайберг, ГДР, днешна Германия.

## Награди и номинации
Номинации за награди за изпълнение на сцени
- 2005: Номинация за AVN награда за най-добра групова секс сцена.[3]
- 2009: Номинация за AVN награда за най-добра групова секс сцена само с момичета.[3][4]
- 2009: Номинация за AVN награда за най-добра групова секс сцена.[3][4]
- 2009: Номинация за AVN награда за най-добра секс сцена с тройка само момичета – заедно с Одри Битони и Микайла Мендес за изпълнение на сцена във филма „Земя без мъже 43“.[3][4]
- 2009: Номинация за AVN награда за най-добра групова секс сцена – заедно с Ава Роуз, Фейт Леон, Паулина Джеймс, Бен Инглиш и Тий Рийл за изпълнение на сцена във филма „Тъмният град“.[4]